# Argyrotaenia alisellana
Argyrotaenia alisellana es una especie de polilla del género Argyrotaenia, tribu Argyrotaenia, familia Tortricidae. Fue descrita científicamente por Robinson en 1869.
Mide aproximadamente 18–25 milímetros de longitud. Se distribuye por América del Norte: Estados Unidos.